# Snapplås

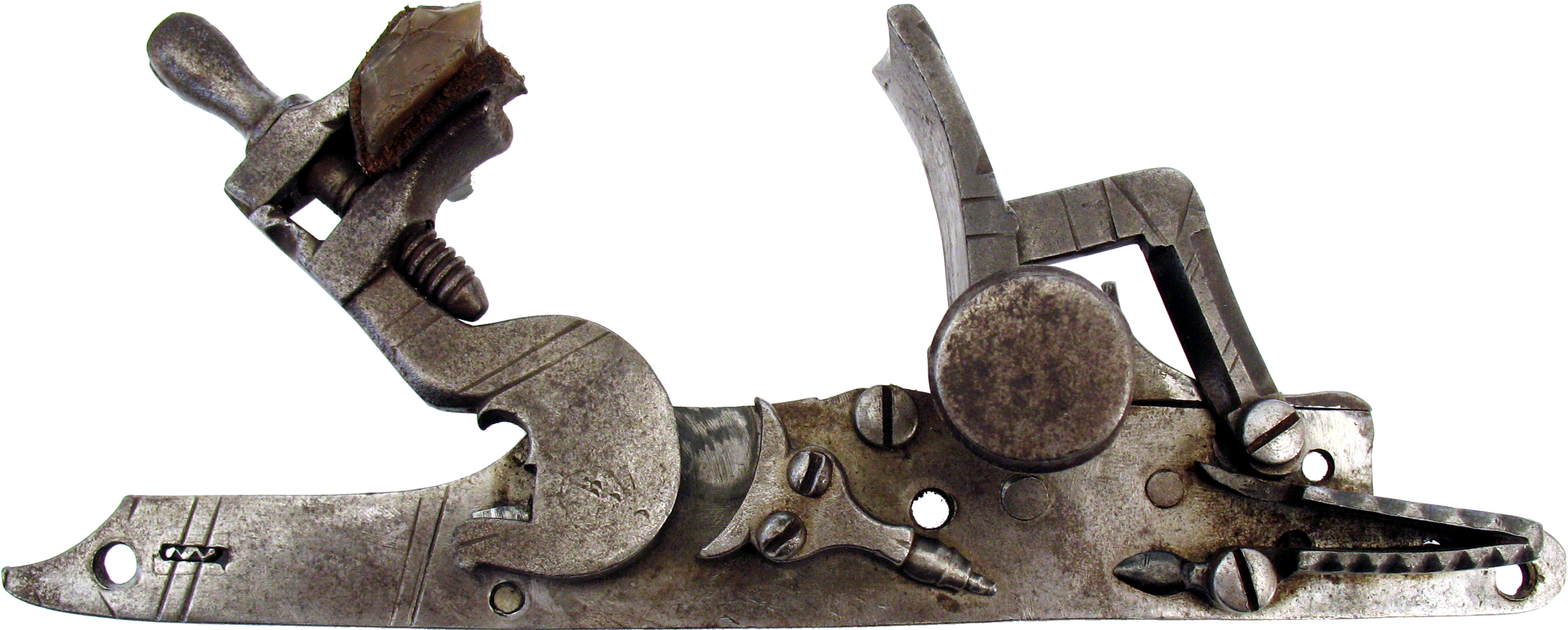
Snapplås

Snapplås, även snapphanelås, är en avfyringsanordning för främst handeldvapen och var en föregångare till flintlåset. Det spanska flintlåset (snapphanelåset) uppfanns på 1600-talet. 
Detta lås fungerar enligt principen att metall och flinta som slås mot varandra orsakar gnistbildning. Gnistan antänder fängkrutet vilket i sin tur genom fänghålet antänder vapnets drivladdning av krut. 